# Betula cylindrostachya
Betula cylindrostachya là một loài thực vật có hoa trong họ Betulaceae. Loài này được Lindl. ex Wall. mô tả khoa học đầu tiên năm 1830.